# Falchi Rossi
I Falchi Rossi (Rote Falken) sono un'organizzazione giovanile dei Paesi di lingua tedesca. Fondata nel periodo interbellico, il suo obiettivo è quello di offrire ai figli delle famiglie socialiste attività significative per il tempo libero. L'obiettivo dei gruppi per bambini e ragazzi è quello di offrire attività significative e attraenti per il tempo libero attraverso lezioni di gruppo, escursioni e campeggi. I gruppi giovanili sono organizzati dai Falchi Rossi.

## Austria
In Austria fanno parte dell'Austrian Kinderfreunde e come tale sono un'organizzazione di base dell'SPÖ. Sono attivi sia dal punto di vista educativo che politico. Nei Falchi Rossi (Rote Falken) non c'è un vero e proprio tesseramento. I bambini e i giovani non devono pagare una quota associativa, né loro o i loro genitori devono firmare una dichiarazione di adesione.

### Fondazione
I Falchi Rossi furono fondati nel 1925 da Anton Tesarek. L'idea di base era ed è che i giovani stessi si assumessero la responsabilità del gruppo Rote Falken. I Rote Falken volevano offrire ai bambini della classe operaia un cambiamento rispetto alla vita quotidiana in città. I giovani proletari dovevano trovare un po' di aria fresca e un senso di scopo nella vita. Nel 1926 si svolse a Steyr la prima riunione federale, alla quale parteciparono quasi 600 Falchi.
Il movimento dei Falchi influenzò anche il movimento dei Kinderfreunde nel Reich tedesco, che ne adottò idee e forme in forma modificata.

### Divieto
In seguito alle lotte del febbraio 1934 contro gli austrofascisti, i Falchi Rossi furono messi al bando, così come tutte le altre organizzazioni del movimento operaio.

### Rifondazione
Dopo la sconfitta del Reich tedesco nel 1945, anche i Falchi Rossi si ricostituirono.

### Divisa tradizionale
La camicia blu e il fazzoletto rosso al collo si riferiscono alla tradizione del movimento operaio. Gli operai classici indossavano giacche e pantaloni blu, il cosiddetto "Schlosserkluft". Il fazzoletto rosso indica la bandiera rossa del movimento operaio.

## Svizzera
In Svizzera, i gruppi di bambini della Kinderfreunde e dei Falchi Rossi (Rote Falken) sono sorti nel movimento operaio del periodo tra le due guerre. Nei tempi migliori, i Falchi Rossi in Svizzera contavano tremila membri. Oggi il numero è sceso a meno di cento. Solo la sezione di Zurigo esiste ininterrottamente dal 1929 e ha conosciuto una ripresa dall'inizio del millennio. Dal 2014 esistono due gruppi locali a Zurigo. La sezione di Berna è stata riattivata già nel 2008.L'associazione Kinderfreunde Biel offre campi ed eventi eco-educativi.

### Storia
Prima che il Partito socialdemocratico svizzero avesse una propria organizzazione per l'infanzia, a Zurigo esisteva già dal 1910 "l'Associazione scolastica socialdemocratica". La scissione dal Partito Comunista Svizzero nel 1920/21 indebolì gravemente il lavoro educativo socialista.
A Bienne, un gruppo ("Arbeitervereins Kinderfreunde Biel") sorse già nel 1922, fondato da Albert Hofer (1873-1963). Nello stesso anno Anny Klawa-Morf e Karl Geissbühler fondarono un gruppo Kinderfreunde a Berna. Il primo gruppo Falcon di Zurigo fu fondato nel 1929 dai fratelli Zöbeli, a Zurigo. Un altro gruppo fu fondato il 1º giugno 1933 a Wiedikon con il nome di "Kinderfreunde Zürich 3" e il 3 marzo 1956 fu fondato il "Kinderfreunde Zürich 9". I due gruppi di bambini si sono fusi nel 1974. Altri gruppi di Falchi Rossi esistevano anche a Burgdorf, Basilea e in altre città e paesi della Svizzera. Nel 1927, dopo una visita del noto promotore del movimento internazionale degli Amici dei Bambini, Max Winter, fu fondata la Conferenza Nazionale delle Organizzazioni Svizzere degli Amici dei Bambini (LASKO), che nel periodo di massimo splendore contava 41 sezioni con 180 aiutanti e 3000 bambini e ragazzi. La Conferenza nazionale è stata sciolta nel 1996.

## Internazionale
I Falchi Rossi sono organizzati a livello internazionale nell'IFM-SEI (Movimento internazionale dei Falchi Rossi - Internazionale dell'educazione socialista). L'organizzazione gemella in Germania è la Gioventù Socialista Tedesca (SJD), che forma anche gruppi di Falchi Rossi (Anello dei Falchi Rossi per ragazzi dai 12 ai 14 anni).